# Richard Krieger (Mediziner)
Richard Philipp Krieger (* 30. Oktober 1876 in Kitzingen; † 12. Februar 1960 in Wiesloch) war ein deutscher Chirurg und SS-Arzt im Rang eines Sturmbannführers in zahlreichen Konzentrationslagern. Er war an Menschenversuchen beteiligt und Beisitzer in Erbgesundheitsverfahren.

## Leben
Krieger war der Sohn des Kitzinger Arztes Kaspar Krieger und dessen Ehefrau Elisabeth geb. Schumann. Die Schulzeit verbrachte er in Würzburg, wo er am humanistischen Gymnasium 1895 das Abitur bestand. Nach einer sechsmonatigen Militärausbildung studierte er Medizin an der Universität Würzburg mit Promotion und Approbation im Jahr 1900. Als Assistent arbeitete er in München, Wiesbaden und Freiburg. Als Facharzt für Chirurgie konnte er in Rosenheim nicht Fuß fassen und arbeitete als Allgemeinarzt in Langenbrücken. Im Ersten Weltkrieg wurde er an der West- und Ostfront als Stabsarzt der Reserve und Chirurg eingesetzt.

## SS-Karriere
Im August 1932 wurde er SS-Mitglied (SS-Nummer 144.232) und zum 1. November 1932 NSDAP-Mitglied (Mitgliedsnummer 1.355.645). Es wird aufgrund der germanophilen Vornamen seiner Kinder angenommen, dass das Ehepaar Krieger schon zuvor in völkisch-nationalen Kreisen verkehrt hatte. Er wurde Kreisamtswalter im Amt für Volksgesundheit, gehörte dem Lebensborn e.V. an und war Bezirksobmann im Nationalsozialistischen Ärztebund sowie Beisitzer im Erbgesundheitsgericht Bruchsal. Er wurde als lokaler Experte im Themenfeld Rassenkunde und Erbbiologie angesehen.
Im Oktober 1939 wurde er 63-jährig zu den SS-Totenkopfverbänden einberufen. Zunächst diente er vermutlich als Wachmann und später als Lager- und Standortarzt im KZ Mauthausen. Am 1. Dezember 1940 wurde er ans KZ Sachsenhausen versetzt, wo er die chirurgische Abteilung leitete und nach seiner Beförderung zum SS-Sturmbannführer der Reserve auch Standortarzt war. Dort bevorzugte er die konsequente Anwendung der Sterilisations- und Kastrationsgesetzgebung auf Kosten der chirurgischen Betreuung der Häftlinge. Am 19. April 1941 wurde er ans SS-Genesungsheim Winterberg und im Dezember 1942 ans KZ Niederhagen versetzt, wo er auch Standortarzt von Wewelsburg wurde. Ab Mai 1943 diente er im KZ Bergen-Belsen, von wo er im September oder Oktober 1943 ans KZ Natzweiler-Struthof versetzt wurde und dort laut Zeugenaussagen an den tödlichen Kampfstoffversuchen von Otto Bickenbach beteiligt war. Von April 1944 war er im KZ Dachau, unterbrochen von einem Kurzeinsatz im KZ Buchenwald. Ab dem 11. Dezember 1944 war er bis zur Auflösung im SS-Lazarett des KZ Auschwitz tätig. 1945 war er dann noch als leitender Arzt beim SS-Hauptamt Berlin und am Kriegsende beim SS-Genesendenbataillon in Langenau.
Nach Angaben des ehemaligen Häftlings Stanisław Dobosiewiecz ermordete Krieger im Krankenrevier des Mauthausener Teillagers Gusen am 8. August 1940 zwölf kranke Häftlinge mittels Phenolinjektionen. Zeugenaussagen legen nahe, dass er Häftlinge wegen ihres vollständigen Gebisses getötet habe, da Totenköpfe begehrte Schreibtischdekorationen waren. Im Frühjahr 1941 soll er aktiv an der Euthanasieaktion 14f13 teilgenommen haben. In seiner Zeit in Natzweiler soll er aufs Operieren erpicht, aber bereits senil gewesen sein und riesige, schwer heilende Schnitte an den Häftlingen hinterlassen haben. Er zählte zu den ältesten SS-Ärzten mit veralteten Fachkenntnissen, die im System der Konzentrationslager eingesetzt wurden, was auf einen eklatanten Mangel an SS-Fachchirurgen in den Konzentrationslagern hindeutet. Wegen seiner erbgesundheitlichen Tätigkeiten wird er als „Überzeugungstäter“ angesehen. Altersbedingt wurde er auch Papa Krieger genannt.

## Nachkriegszeit
Krieger konnte sich reibungslos in die Nachkriegsgesellschaft integrieren und wirkte als Praktischer Arzt in Bad Langenbrücken. Am 15. Juni 1954 wurde er wegen seiner Beteiligung an Verbrechen im KZ Natzweiler-Struthof in Metz von einem französischen Militärgericht in Abwesenheit zum Tode verurteilt, war aber vor einer Auslieferung durch Art. 16 Abs. 2 des Grundgesetzes für die Bundesrepublik Deutschland in der bis 2000 geltenden Fassung geschützt. Er verstarb 83-jährig im Jahr 1960 in Wiesloch, ohne zu seiner Tätigkeit als SS-Lagerarzt vernommen worden zu sein.

## Familie
Krieger hatte 1907 geheiratet, dem Paar wurden bis 1920 fünf Kinder geboren. Seine Frau gehörte der NSDAP, der Nationalsozialistischen Frauenschaft und der Nationalsozialistischen Volkswohlfahrt an. 1936 trat er aus der katholischen und seine Frau aus der evangelischen Kirche aus.